# Terje Lehne
Terje Lehne (...) è un ex sciatore alpino norvegese.

## Biografia
Specialista delle prove tecniche, Lehne vinse la medaglia di bronzo nello slalom speciale ai Campionati norvegesi del 1987, nella sua ultima stagione agonistica; non prese parte a rassegne olimpiche né ottenne piazzamenti in Coppa del Mondo o ai Campionati mondiali.

## Palmarès

### Campionati norvegesi
- 1 medaglia (dati dalla stagione 1986-1987):
  - 1 bronzo (slalom speciale[senza fonte] nel 1987)